# John H. Sununu
John Henry Sununu (nacido el 2 de julio de 1939) es un político estadounidense de origen cubano que fungió como el 75 °gobernador de Nuevo Hampshire (1983-89) y más tarde jefe de gabinete de la Casa Blanca bajo el presidente George H. W. Bush. Es el padre de John E. Sununu , el ex Senador de los Estados Unidos de New Hampshire, y Chris Sununu, quien también fuera gobernador de Nuevo Hampshire. Sununu fue el presidente del Partido Republicano de New Hampshire de 2009 a 2011.